# Alberto Bevilacqua
Alberto Bevilacqua (Parma, 27 giugno 1934 – Roma, 9 settembre 2013) è stato uno scrittore, poeta, regista, sceneggiatore e giornalista italiano.

## Biografia

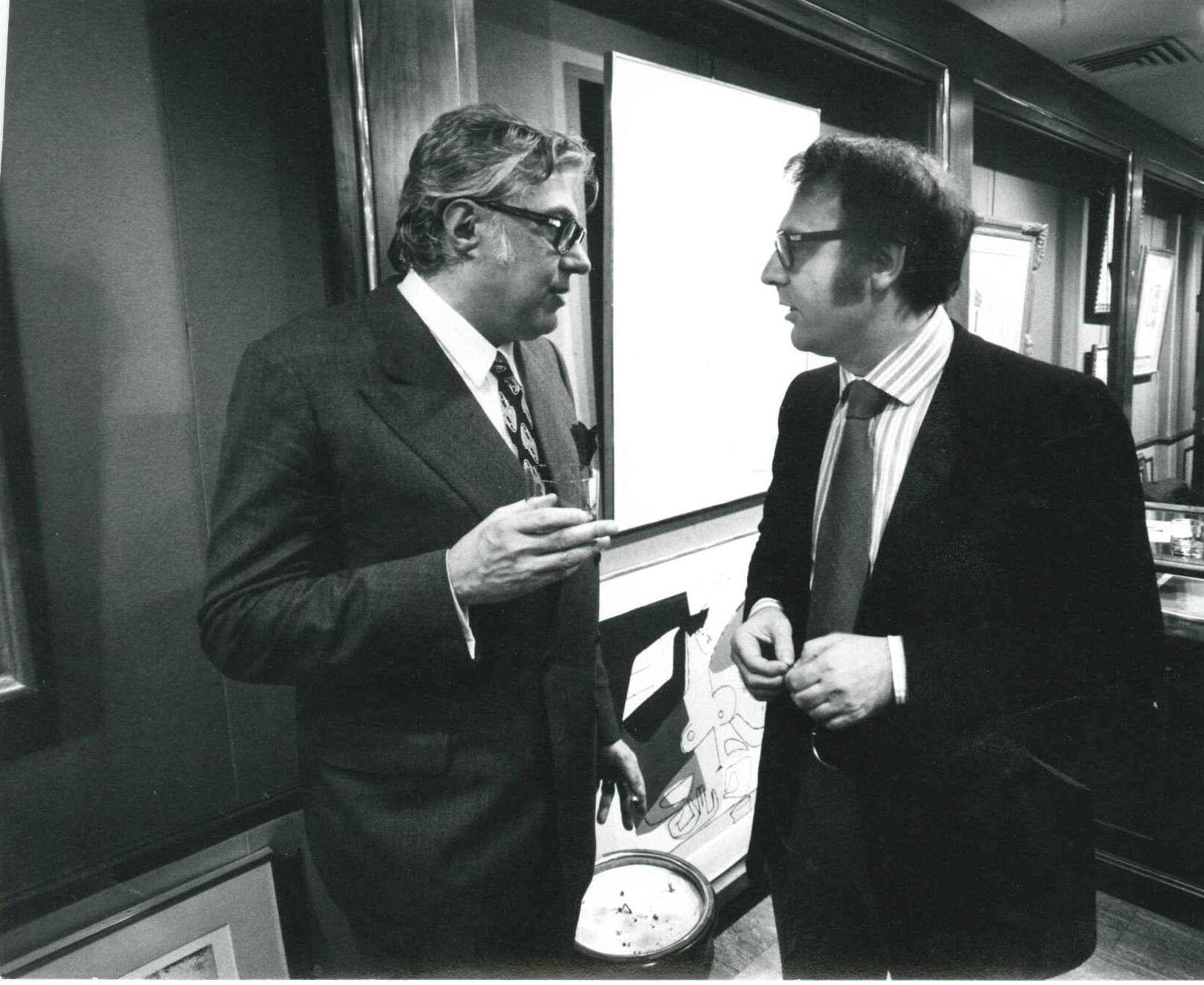
Alberto Bevilacqua (a destra), qui con Luigi Silori nel 1978

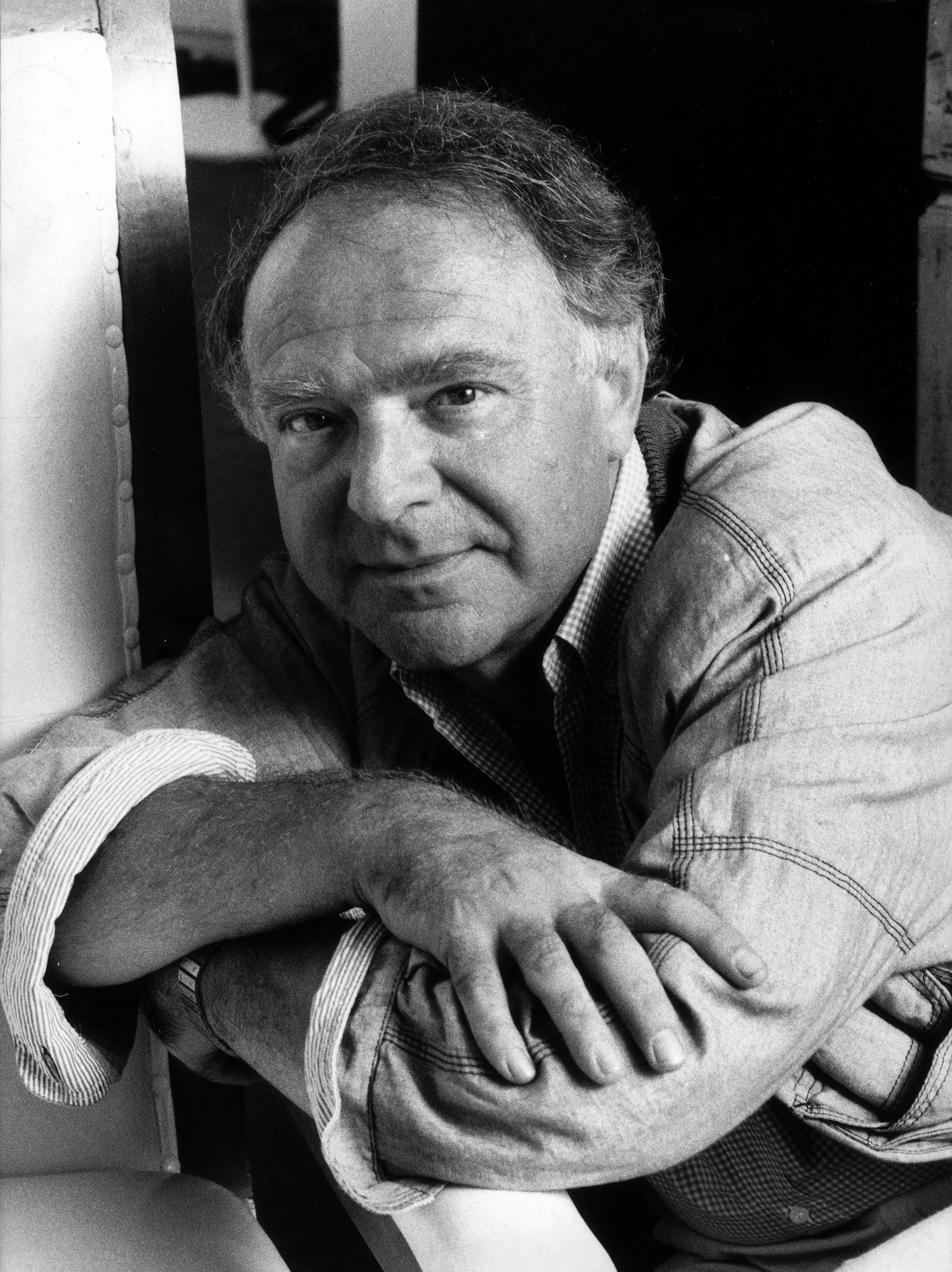
Alberto Bevilacqua

Il padre, Mario Bevilacqua, aviatore acrobata dell’aria, epurato per aver partecipato alle avventure militari e aeronautiche di Italo Balbo, sposò la madre Lisa Cantadori, rimasta incinta diciottenne, quattro anni dopo la sua nascita. Cominciò a pubblicare i suoi scritti nei primi anni cinquanta su invito di Mario Colombi Guidotti, responsabile del supplemento letterario della Gazzetta di Parma. La sua prima raccolta di racconti, La polvere sull'erba (1955), ebbe l'apprezzamento di Leonardo Sciascia.
Nel 1961 pubblicò la raccolta di poesie L'amicizia perduta. Il suo primo successo editoriale fu il romanzo La Califfa (1964), cui seguì due anni dopo Questa specie d'amore, vincitore del Premio Campiello: di entrambi i romanzi Bevilacqua stesso curerà poi la trasposizione cinematografica, vincendo con Questa specie d'amore il David di Donatello per il miglior film.
Nel 1989 è vicepresidente della commissione di selezione del Festival di Sanremo 1990.
Il 10 marzo 1995 venne chiamato a comparire in sede processuale nell'ambito del processo contro Pietro Pacciani per i delitti del Mostro di Firenze, in quanto persona offesa dal reato di calunnia aggravata, perpetrata nei suoi confronti da Annamaria Ragni e Gabriella Pasquali Carlizzi.
Nel 2010 la collana "I Meridiani" gli dedicò un volume.
Il 26 gennaio 2013 venne ricoverato presso la clinica privata Villa Mafalda di Roma per l'aggravarsi di uno scompenso cardiaco da cui era stato colpito l'ottobre precedente. Le condizioni, apparse subito preoccupanti a causa di una presunta infezione delle vie respiratorie, si erano poi stabilizzate. La compagna Michela Miti presentò un esposto alla procura della Repubblica di Roma, in quanto lo scrittore sarebbe stato trattato "come un ostaggio" della clinica, che non l'avrebbe trasferito in una struttura pubblica. In seguito il pm della procura romana aprì un fascicolo d'inchiesta nei confronti della clinica Villa Mafalda.
Bevilacqua morì a Roma il 9 settembre 2013 a 79 anni. A seguito dell'inchiesta il funerale fu celebrato la mattina del 14 settembre nella Chiesa degli artisti a Roma. È sepolto nel cimitero della Villetta a Parma.

## Opere

### Romanzi e racconti
- La polvere sull'erba, Caltanissetta, Sciascia, 1955; Torino, Einaudi, 2000.
- Una città in amore, Milano, Sugar, 1962.
- La Califfa, Milano, Rizzoli, 1964.
- Il mito doloroso, Pistoia, XI premio letterario nazionale Il Ceppo, 1966.
- Questa specie d'amore, Milano, Rizzoli, 1966.
- L'occhio del gatto, Milano, Rizzoli, 1968.
- Il viaggio misterioso, Milano, Rizzoli, 1972.
- Umana avventura, Milano, Garzanti, 1974.
- Una scandalosa giovinezza, Milano, Rizzoli, 1978.
- La festa parmigiana, Milano, Rizzoli, 1980.
- La notte del fiore, Teramo, Lisciani & Giunti, 1981.
- La mia Parma, Milano, Rizzoli, 1982.
- Il curioso delle donne, Milano, Mondadori, 1983.
- Emilia-Romagna, con Folco Quilici, Cinisello Balsamo, Silvana, 1983.
- La donna delle meraviglie, Milano, Mondadori, 1984.
- La Grande Giò, Milano, Mondadori, 1986.
- Una misteriosa felicità, Milano, Mondadori, 1988.
- Il gioco delle passioni, Milano, Mondadori, 1989.
- Il Natale sulle acque del mio fiume, Roma, Gabriele e Mariateresa Benincasa, 1989.
- I sensi incantati, Milano, Mondadori, 1991.
- Il Po e le sue terre, con Luigi Briselli, Cremona, Turris, 1992.
- Un cuore magico, Milano, Mondadori, 1993.
- L'eros, Milano, Mondadori, 1994.
- Lettera alla madre sulla felicità, Milano, Mondadori, 1995.
- Anima amante, Milano, Mondadori, 1996.
- Gialloparma, Milano, Mondadori, 1997.
- Sorrisi dal mistero, Milano, Mondadori, 1998.
- Gli anni struggenti, Milano, Mondadori, 2000.
- Anima carnale, Milano, Mondadori, 2001.
- Viaggio al principio del giorno, Torino, Einaudi, 2001.
- Attraverso il tuo corpo, Milano, Mondadori, 2002.
- La Pasqua rossa, Torino, Einaudi, 2003.
- AA.VV, Dal grande fiume al mare, Pendragon, 2003, pp. 320;
- Parma degli scandali, Milano, Oscar Mondadori, 2004.
- Tu che mi ascolti, Milano, Mondadori, 2004.
- Il Gengis, Torino, Einaudi, 2005.
- Lui che ti tradiva, Milano, Mondadori, 2006.
- Storie della mia storia, Torino, Einaudi, 2007.
- Il prete peccatore, Milano, Corriere della Sera, 2007.
- L'amore stregone, Milano, Mondadori, 2009.
- Romanzi, Milano, Mondadori, 2010.
- Roma califfa, Milano, Mondadori, 2012.

### Raccolte di poesie
- L'amicizia perduta, Caltanissetta-Roma, Sciascia, 1961.
- L'indignazione, Milano, Rizzoli, 1973.
- La crudeltà, Milano, Garzanti, 1975.
- Immagine e somiglianza. Poesie, 1955-1982. Antologia personale, Milano, Biblioteca Universale Rizzoli, 1982.
- Vita mia, Milano, Mondadori, 1985.
- Il corpo desiderato, Milano, Mondadori, 1988.
- Messaggi segreti, Milano, Mondadori, 1992.
- Poesie d'amore, Milano, Mondadori, 1996.
- Piccole questioni di eternità, Torino, Einaudi, 2002.
- Legame di sangue, Milano, Mondadori, 2003.
- Tu che mi ascolti. Poesie alla madre, Torino, Einaudi, 2005.
- Le poesie, Milano, Oscar Mondadori, 2007.
- Duetto per voce sola. Versi dell'immedesimazione, Torino, Einaudi, 2008.
- La camera segreta, Torino, Einaudi, 2011.

## Filmografia

### Regista e sceneggiatore
- La Califfa (1970)
- Questa specie d'amore (1972)
- Attenti al buffone (1975)
- Le rose di Danzica (1979) - miniserie TV
- Bosco d'amore (1981)
- La donna delle meraviglie (1985)
- Tango blu (1987)
- Gialloparma (1999)

### Sceneggiatore
- Seddok, l'erede di Satana, regia di Anton Giulio Majano (1960)
- La cuccagna, regia di Luciano Salce (1962)
- La smania addosso, regia di Marcello Andrei (1963)
- I tre volti della paura, regia di Mario Bava (1963)
- Sette contro la morte, regia di Edgar G. Ulmer (1964) - non accreditato
- L'uccellino, episodio di La mia signora, regia di Tinto Brass (1964)
- Terrore nello spazio, regia di Mario Bava (1965)
- Anastasia mio fratello, regia di Steno (1973)
- Tutto suo padre, regia di Maurizio Lucidi (1978)

### Voce
- Angeli bianchi... angeli neri, regia di Luigi Scattini (1970)

## Prosa radiofonica Rai
- Viaggio a Panama, radiodramma di Alberto Bevilacqua, da un racconto di Anthony Trollope, regia di Nino Meloni, trasmesso il 7 marzo 1960.

## Premi
- Premio Campiello, 1966, per Questa specie d'amore.[5]
- Premio Strega, 1968, per L'occhio del gatto.[6]
- Premio Bancarella, 1972, per Un viaggio misterioso.
- Premio Bancarella, 1992, per I sensi incantati.
- Premio Isola d'Elba Brignetti, 1993, Messaggi Segreti.
- Premio Stresa di narrativa, 2000, per La polvere sull'erba.
- Premio Selezione Campiello, 2003, per La Pasqua rossa.[5]
- Premio Procida-Isola di Arturo-Elsa Morante, 2010, per L'amore stregone.[7]
- Premio Nazionale Letterario Pisa Sezione Poesia, 2011, per La camera segreta.[8]